# Epilobium pernitens
Epilobium pernitens là một loài thực vật có hoa trong họ Anh thảo chiều. Loài này được Cockayne & Allan mô tả khoa học đầu tiên năm 1926.